# بریلیانت (آلاباما)
بریلیانت  شهری است در ایالت آلاباما در کشور آمریکا.

## مکان
بریلیانت در موقعیت () قرار دارد.
با توجه به اطلاعات اداره آمار آمریکا مساحت آن در حدود ۸٫۹ کیلومترمربع است.

## مردم‌شناسی
با توجه به آمار سال ۲۰۰۰ جمعیت آن ۷۶۲ نفر، ۳۴۳ خانواده در آن ساکن هستند.
تعداد ۴۰۲ واحد خانه در هر مساحت تقریبی (۴۵،۱akm²) قرار دارد.
۲۲،۷% درصد از خانواده‌های فرزند زیر ۱۸ سال داشتند که از این تعداد ۴۸،۷% درصد زوج بوده و ۱۲،۲% درصد زنان بدون شوهر و ۳۵،۶% درصد نیز غیر خانواده بودند.
متوسط درآمد یک خانواده در حدود ۲۷،۸۵۷ دلار آمریکا است و زنان درآمد متوسط ۲۸،۶۱۱ دلار آمریکا و مردان درآمد متوسط ۱۵،۷۰۳ دلار آمریکا بدست می‌آورند.